# FPC Oldenkotte

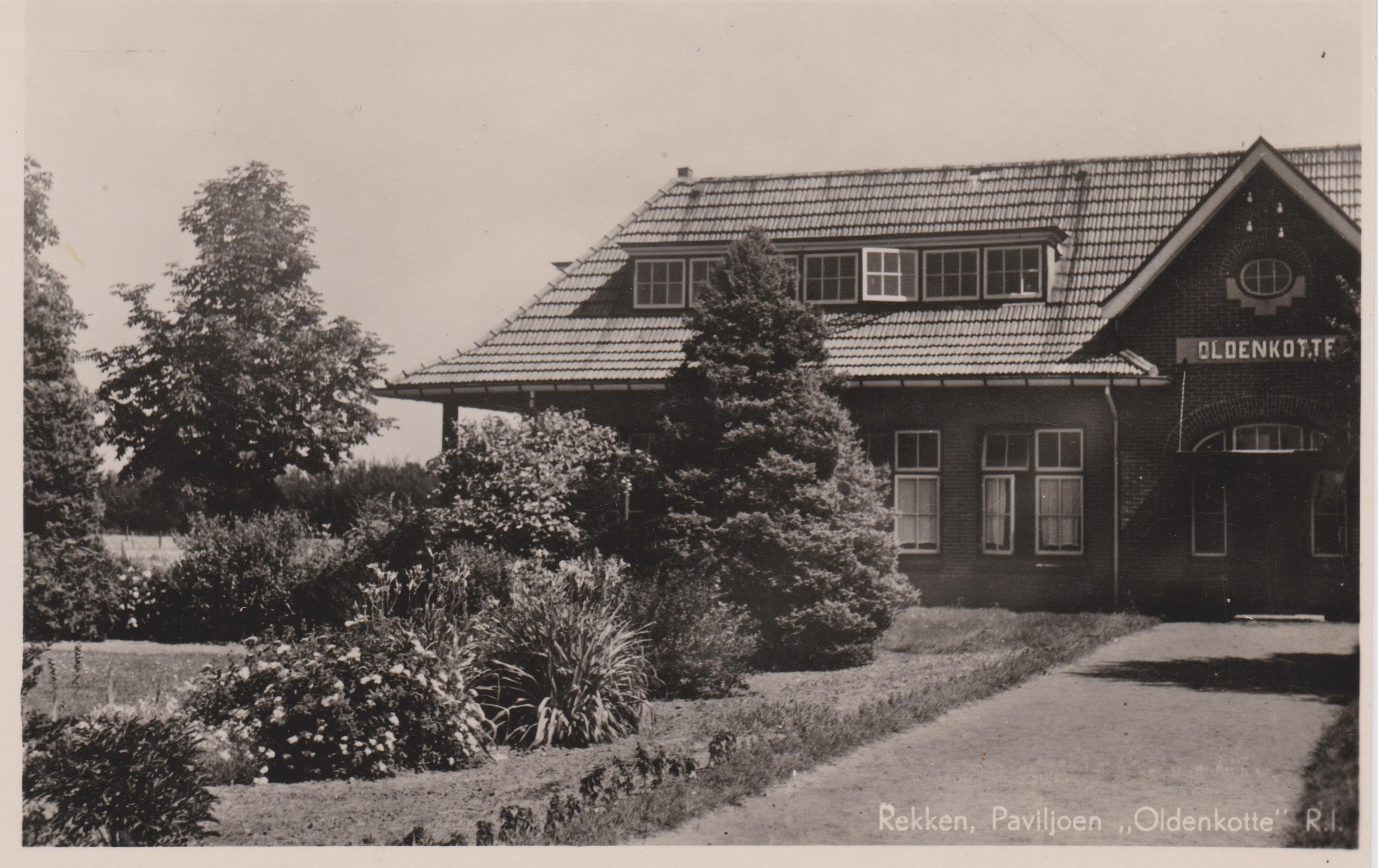
Eerste paviljoen Oldenkotte, ca. 1925.

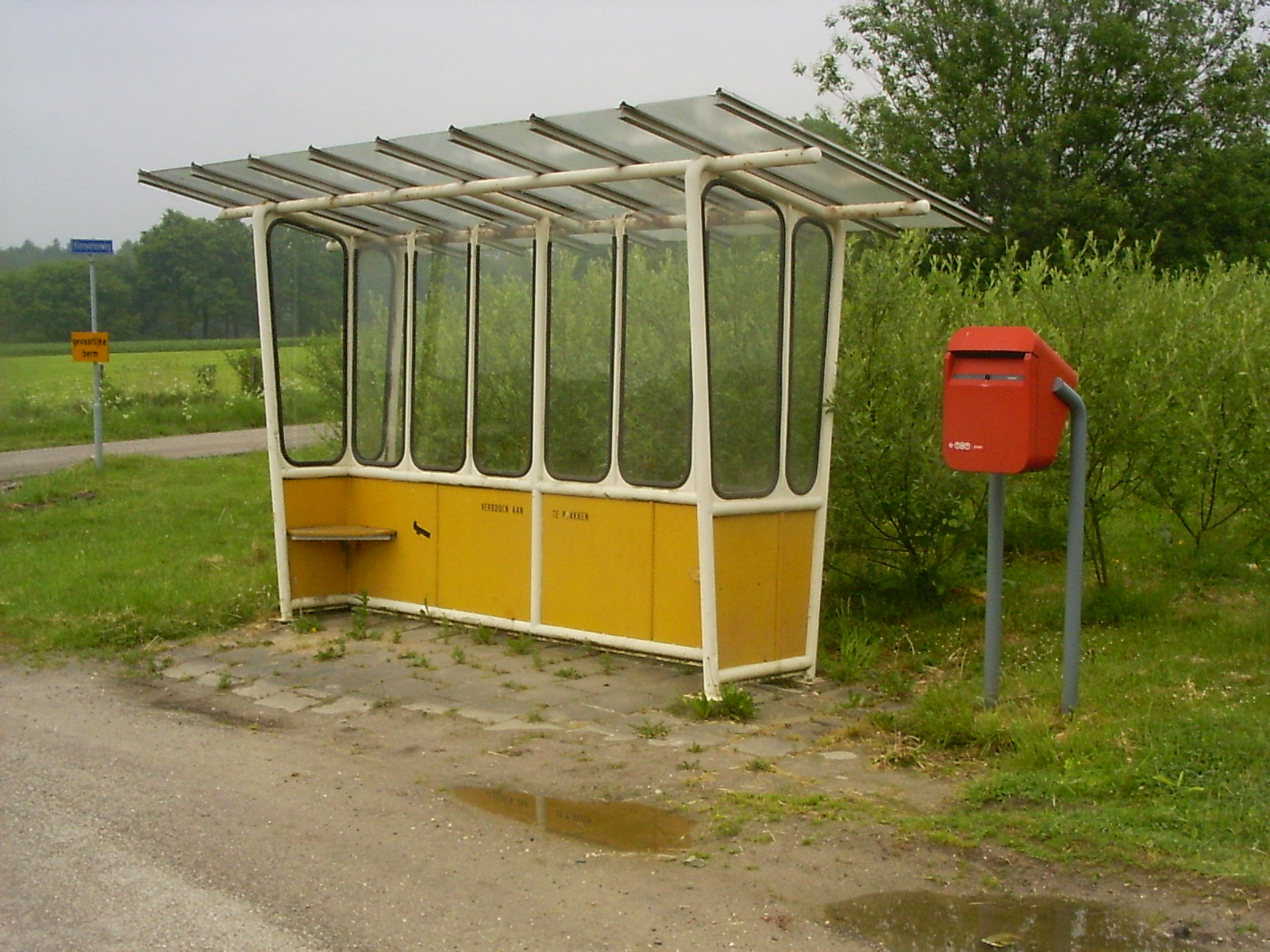
'Antieke' bushalte voor kliniek Oldenkotte.

Forensisch psychiatrisch centrum (FPC) Oldenkotte was een kliniek waar mensen werden verpleegd die veroordeeld waren tot tbs met dwangverpleging. De kliniek lag vlak bij buurtschap Oldenkotte nabij het dorp Rekken in het noordoosten van de Achterhoek. De kliniek heeft bestaan van 1914 tot 2014.

## Ontstaan en ontwikkeling
Oldenkotte was van oudsher onderdeel van de Rekkense Inrichtingen en verpleegde sinds 25 april 1914 mannen die tot tbr (later tbs) zijn veroordeeld. Het was daarmee een van de oudste tbs-klinieken van Nederland. Later ging men ook vrouwen met tbr behandelen. Het oorspronkelijke paviljoen (zie foto) bleek te klein en is in de jaren '60 vervangen door een groter paviljoen achter het oorspronkelijke gebouw, dat later werd gesloopt. Een rijtje van drie voormalige personeelswoningen werd omgebouwd tot vrouwenafdeling De Stulpe, later werd dit resocialisatie-afdeling Iemenhuve.
In 1989 is een modern hoofdgebouw opgeleverd op de plaats van het eerste paviljoen, waardoor de patiëntencapaciteit van enkele tientallen opliep tot boven de honderd. Sinds de jaren '70 beschikte Oldenkotte over de monumentale villa De Wiem in het centrum van Enschede, welke dienst deed als resocialisatie-afdeling. Tot 2008 bestond er ook een dependance in Deventer, De Poorte, welke dienst deed als resocialisatie-afdeling exclusief voor vrouwen met tbs. Oldenkotte heeft het idee van gescheiden afdelingen voor mannen en vrouwen losgelaten en verpleegde sinds 2004 gemengd.
Begin jaren '90 werd een begin gemaakt met het ontvlechten van de Rekkense Inrichtingen, waardoor Oldenkotte als stichting sinds 2000 onafhankelijk was. Ten tijde van de sluiting beschikte Oldenkotte over ongeveer 12 verblijfsafdelingen voor ongeveer 140 patiënten, voornamelijk op de hoofdlocatie in Rekken. Daarnaast runde Oldenkotte de poli- en dagkliniek De Tender in Deventer, met ook een dependance in Enschede. Oldenkotte heeft in zijn laatste jaren ook een afdeling van de regionale instelling voor verslavingszorg Tactus (ook oorspronkelijk onderdeel van de voormalige Rekkense Inrichtingen) gehuisvest. Oldenkotte bood werk aan ongeveer 340 mensen (ongeveer 290 voltijdbanen).

### De Oldenkotteloop
Van 1969 tot 2013 organiseerde Oldenkotte elk jaar op de derde woensdag van september de Oldenkotteloop. Dit was een hardloopwedstrijd in gemoedelijke sfeer over verschillende afstanden in de omgeving van de kliniek. Patiënten en medewerkers van Oldenkotte organiseerden dit evenement vanuit een bewustzijn van maatschappelijke betrokkenheid. De 40e jubileumeditie van de Oldenkotteloop in 2009 werd geopend door Bennie Jolink.

## Samenwerking met Dimence
Conform de wens van de overheid heeft Oldenkotte medio jaren '00 aansluiting en samenwerking gezocht met de reguliere GGZ. Een partner werd gevonden in de Dimence Groep, welke de geestelijke gezondheidszorg voor het grootste deel van Overijssel verzorgd. Deze samenwerking betrof aanvankelijk vooral de ambulante zorg en poliklinische zorg via De Tender en een gezamenlijk opgezette forensisch psychiatrische afdeling Forense op terrein Brinkgreven in Deventer.

## Sluiting
In de namiddag van 22 maart 2013 liet staatssecretaris Fred Teeven weten dat justitie in het kader van bezuinigingen van plan is niet langer van de diensten van Oldenkotte gebruik te maken. Uiterlijk januari 2015 zou de samenwerking zijn beëindigd. De burgemeester van Berkelland Hein Bloemen reageerde 'furieus' vanwege de gevolgen voor de werkgelegenheid in een regio die al te maken heeft met fors oplopende werkloosheid en bevolkingskrimp. Hij noemde de sluiting onverantwoord. Krimpgebieden zouden ontzien worden in de bezuinigingen van justitie. Helaas voor Oldenkotte kreeg de Achterhoek deze status pas eind 2014.
In het najaar van 2013 bereikten onder andere de directie van Oldenkotte en de burgemeesters van Berkelland en Enschede een akkoord met het Ministerie van Veiligheid en Justitie waardoor ongeveer een derde van de banen behouden kon blijven. Stichting Transfore heeft deze werknemers overgenomen en vormt nu de forensische poot van de Dimence Groep. De poliklinieken van De Tender en FPA Forense waren vanaf het begin uitgezonderd van de sluiting en vallen nu ook onder de vlag van Transfore.
Op 4 september 2014 werden de laatste patiënten vanuit de locatie Rekken overgeplaatst en kwam de kliniek leeg te staan. Op 19 december 2014 zijn de gebouwen van FPC Oldenkotte overgedragen aan het Rijksvastgoedbedrijf. De Stichting Oldenkotte is enige tijd later, nadat alle nog lopende financiële zaken waren afgehandeld, ontbonden.
Het Rijksvastgoedbedrijf heeft het complex in 2015 kort te koop aangeboden, maar al vrij snel weer uit de verkoop gehaald en besloten het voor vijf jaar aan te houden. Het staat sindsdien leeg.
In maart 2020 werd bekendgemaakt dat Oldenkotte mogelijk weer in gebruik wordt genomen als tbs kliniek.